# Igreja de San Matteo (Gênova)
San Matteo ou Igreja de São Mateus é uma igreja em Gênova, na região italiana da Ligúria.

## História
Ela foi fundada em 1125 por Martino Dória como uma capela privada para a sua família. Em 1278, ela foi totalmente reformada num estilo gótico.
O edifício foi novamente reformado na metade do século XVI por ordem de Andrea Dória, que contratou Giovanni Angelo Montorsoli para o trabalho (entre as mudanças estavam o presbitério e a cúpula. Em 1557-59, uma nova reforma, projetada por Giovanni Battista Castello, alterou a nave, os corredores e a decoração sob o comando de Luca Cambiaso e outros.

## Descrição
Do edifício gótico, restaram a nave, os corredores e a fachada em placas alternadas de mármore branco e preto divididas em três setores por colunas falsas com faixas lombardas. No centro da fachada está uma grande rosácea, enquanto que nos lados estão duas janelas de mainéis duplos. A fachada inclui ainda um sarcófago do período romano tardio com uma alegoria sobre o outono, originalmente utilizado como sepultura para Lamba Dória, que o trouxe para Gênova de Korčula, na Dalmácia. Por um tempo, as grossas correntes que um dia protegeram o porto de Pisa e que foram saqueadas depois da vitória na Batalha de Meloria (1284) estavam estendidas na fachada, mas acabaram retornando para sua cidade natal no século XIX.
No lado esquerdo da igreja está o claustro de São Mateus, de plano quadrangular e datado de 1308. Ele está circundado por arcos ogivais que repousam sobre colunas duplas.
Entre as obras de arte no interior da igreja estão o "Milagre do Dragão Etíope", de Luca Cambiaso, e a "Vocação de São Mateus", de Giovanni Battista Castello; uma "Deposição" em madeira de Anton Maria Maragliano e o túmulo de Andrea Dória na cripta, uma obra de Montorsoli. No altar-mor está uma 'Sagrada Família com Santa Ana" de Bernardo Castello do século XVI. De acordo com a tradição, a espada guardada sob o altar teria pertencido a Andrea Dória e foi doada pelo papa Paulo III. A igreja ainda ostenta o seu órgão original construído por Antonio Alari em 1773.